# خاندان نانبو
خاندان نانبو (به ژاپنی: 南部氏 Nanbu-shi) یکی از خاندان‌های سامورایی ژاپنی بود که بیشتر در شمال هونشو در ناحیه توهوکو ژاپن در دوره ای در حدود ۷۰۰ سال فرمان می‌راند.